# 奧蘭治港 (紐約州)
奧蘭治港（英語：Port Orange）是位於美國紐約州奧蘭治縣的非建制地區。

## 地理
奧蘭治港所處的海拔為高於海平面165米（即541英呎），而該地所採用的時區為UTC-5，即北美东部时区（EST）。同時該地設有夏令時間，為UTC-5調快一小時，即UTC-4（EDT）。